# Prymnesium
Prymnesium ist eine Gattung von einzelligen beweglichen (motilen) Haptophyten, darunter die Art Prymnesium parvum.
Die Einzeller der Gattung sind ellipsoidisch geformt, neben zwei längeren beweglichen Flagellen (Geißeln), die die Fortbewegung ermöglichen, gibt – typisch für Haptophyten – es ein (oft kürzeres) m. o. w. gerades Stück, Haptonema genannt.

## Etymologie
Der Name Haptonema latinisiert die griechische Vorlage ἅπτω háptō, deutsch ‚berühren, befestigen‘ sowie νῆμα nêma, deutsch ‚Faden, Seil‘, bedeutet also Faden/Seil zum Festmachen.
Der Name Prymnesium latinisiert die griechische Vorlage prymnēsion, deutsch ‚Schiffstau‘. Gemeint ist der Poller, an dem das Schiffstau/Heckseil festgemacht ist, bzw. das Heck-Tauwerk selbst.

## Beschreibung
Vergleichsweise gut beschrieben sind die Spezies P. parvum, P. kappa, P. polylepis und P. neolepis.
Von P. parvum und P. polylepis wurde das Schwimm- und Fressverhalten analysiert:

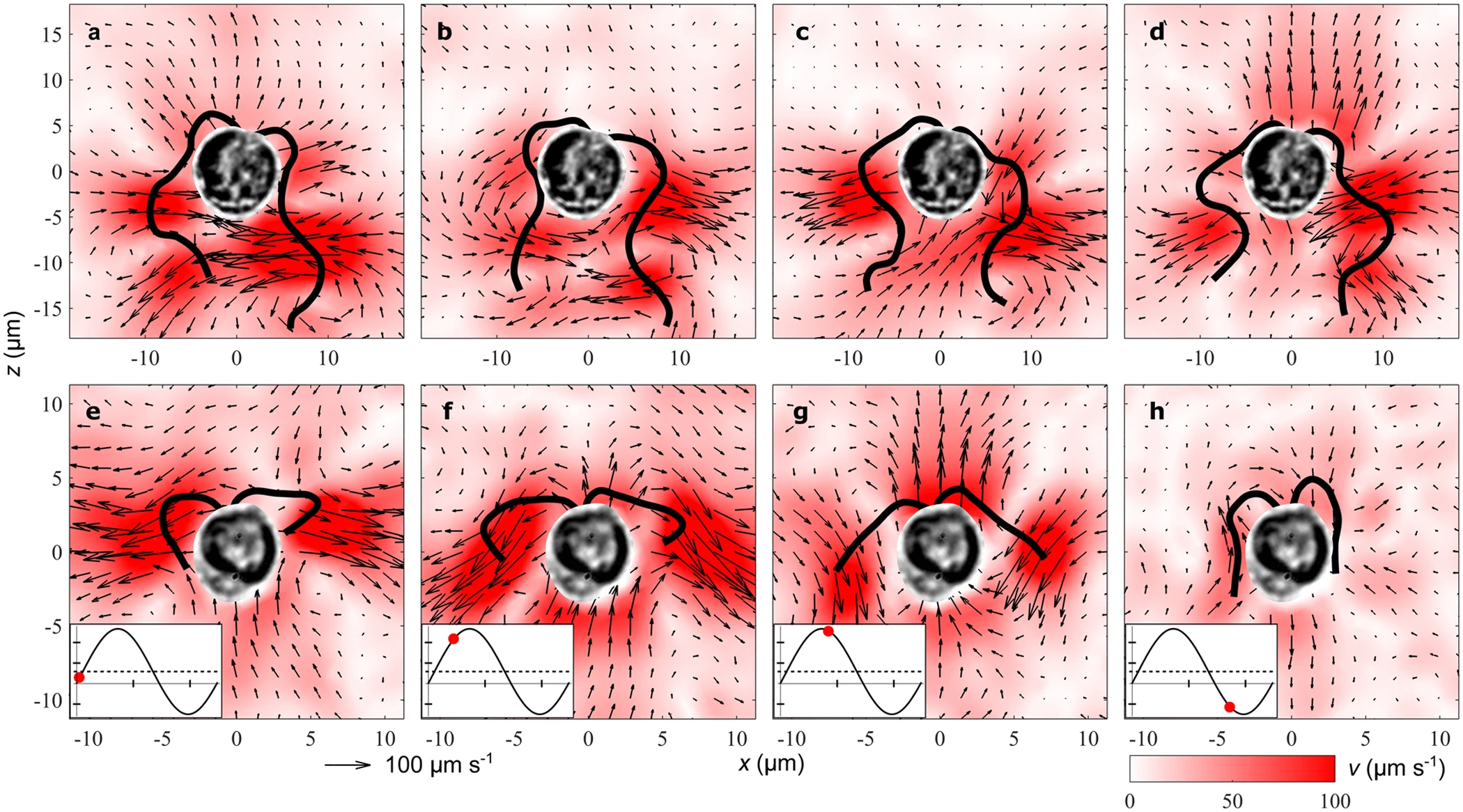
(a-d) Geschwindigkeitsfelder für P. polylepis, gemittelt über vier Schlagzyklen und (e-h) Geschwindigkeitsfelder für P. parvum, gemittelt über drei Schlagzyklen. Die Insets unten zeigen die gemessene Zellgeschwindigkeit (Striche: 50 μm/s) als Funktion der Zeit (Striche: 10 ms). Momentane Zellgeschwindigkeit (durchgezogene Linie, schwarz) mit Schlagzyklusphase (gefüllte Kreise, rot) und durchschnittliche Zellgeschwindigkeit (gestrichelte Linie, schwarz).

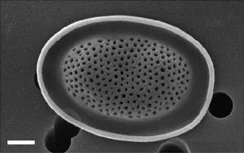
REM-Aufnahme einer Schuppe von P. neolepis

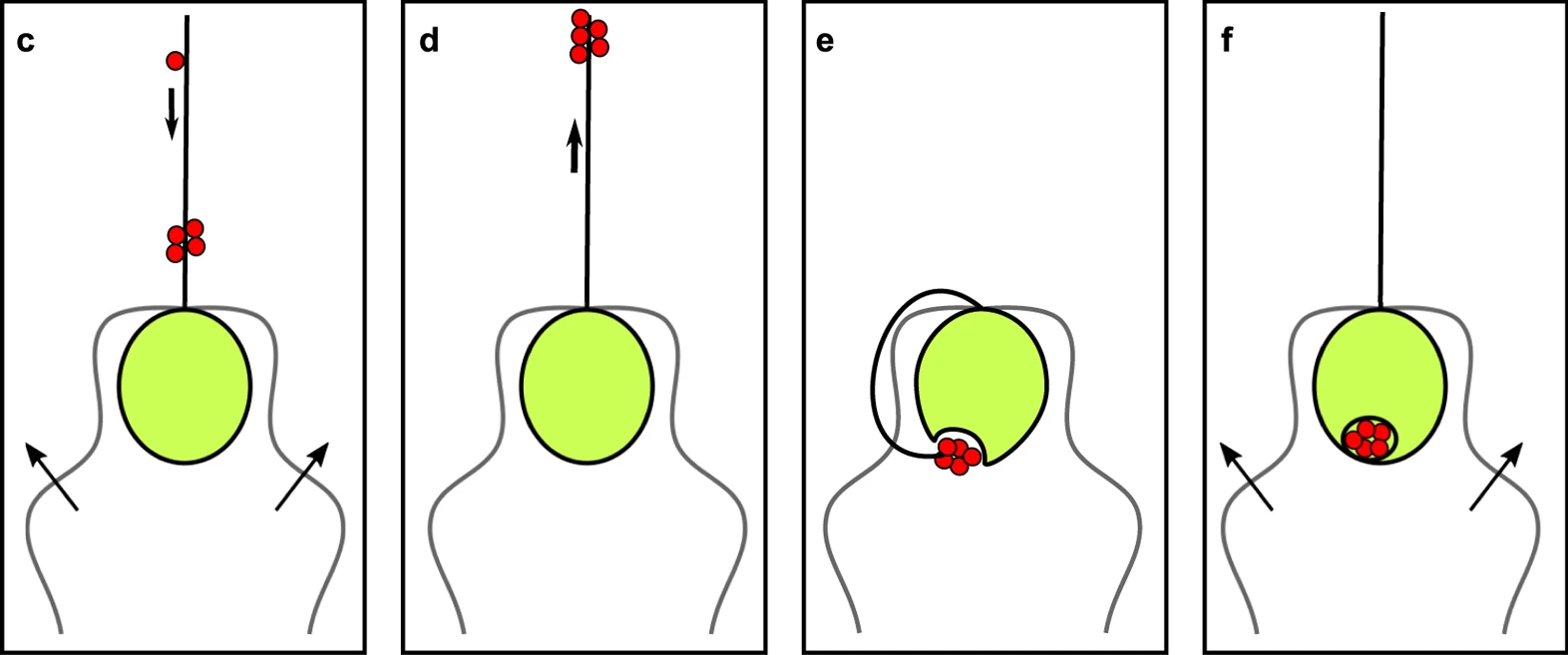
Fressverhalten von P. polylepis und P. parvum. Der Haptophyt fängt beim Schwimmen Beute (rot) an seiner Haptonema ein und sammelt sie an einem bestimmten Aggregationspunkt (c). Während die Geißeln pausieren, wird das Aggregat aktiv zur Spitze der Haptonema transportiert (d), das zum hinteren Teil der Zelle gebogen ist (e), wo die Partikel verschlungen werden (f).

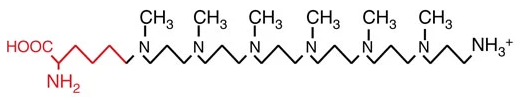
Beispiel eines LCPAs aus den Schuppen von P. neolepis, Lysin-Anteil rot hervorgehoben.

P. parvum bildet unter Stressbedingungen eine Rehe von Toxinen, die als Prymnesine bezeichnet werden, sowie Dimethylsulfoniopropionat (DMSP) und andere Polyole.
Die kieseligen Schuppen (en. silica scales) von P. neolepis enthalten langkettige Polyamine (en. long-chain polyamines, LCPAs) unterschiedlicher Länge, die als Derivate der Aminosäure Lysin selbst nichtkanonische Aminosäuren sind.

## Arten

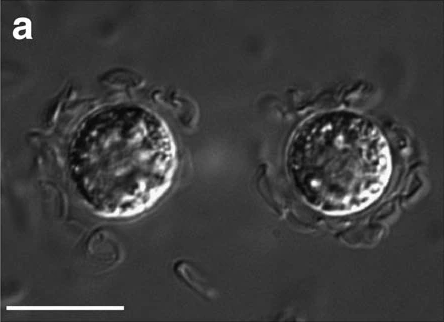
DIK-Aufnahme von P. neolepis mit lockerer Beschuppung

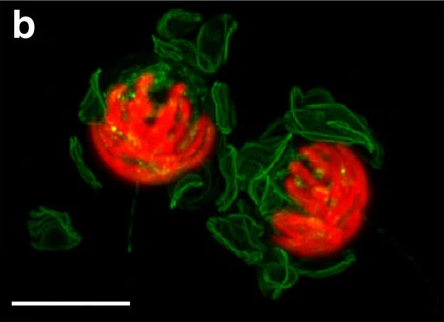
Konfokalmikroskop-Aufnahme von P. neolepis, grün: Schuppen, rot: Chl-Autofluoreszenz

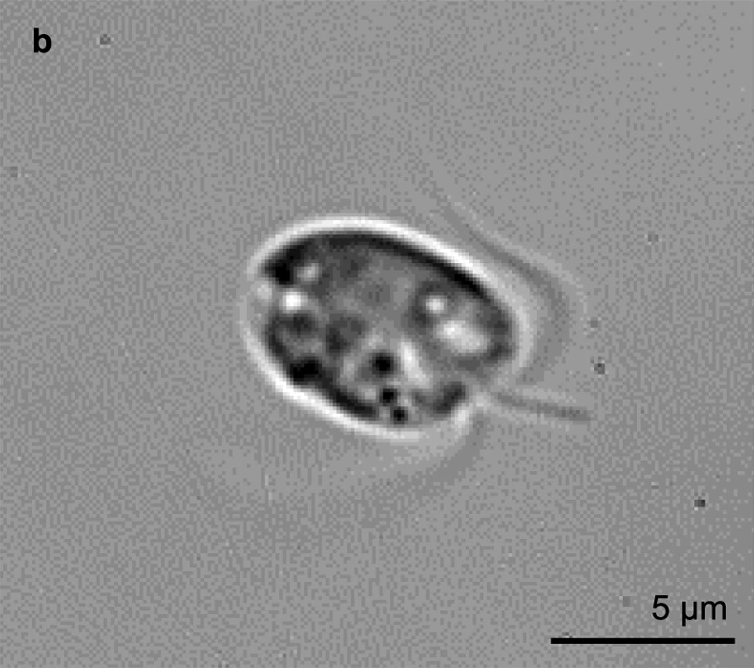
P. parvum

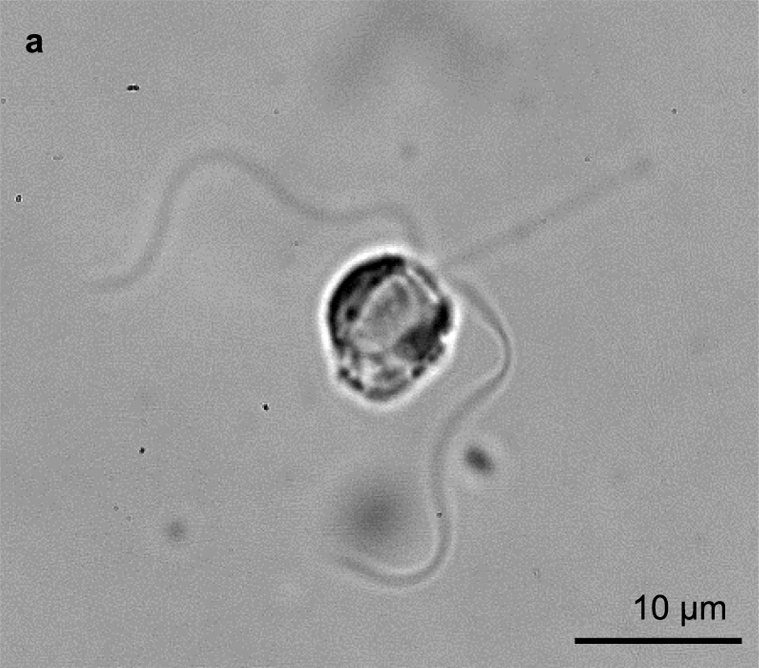
P. polylepis

Zur Gattung Prymnesium gehören folgende Arten (Spezies):
- P. annuliferum C. Billard, 1983(A,N,W,μ)
- P. breviturritum (K. H. Nicholls) K. H. Nicholls(A)
- P. calathiferum F. H. Chang & K. G. Ryan, 1985(A,N,W,μ)
- P. chiton (Parke & Manton) Edvardsen, Eikrem & Probert, 2011(A,N,W)
- P. czosnowskii Starmach, 1968(A,W)
- P. faveolatum Fresnel, 2001(A,N,W)
- P. gladiociliatum (Büttner) R. W. Jordan & J. C. Green(A)
- P. kappa (Parke & Manton) Edvardsen, Eikrem & Probert, 2011(A,N,W)
- P. laurentianum (Kling) K. H. Nicholls(A)
- P. lepailleurii Fresnel, 2007(A,W)
- P. minus (Parke & Manton) Edvardsen, Eikrem & Probert, 2011(A,N,W)
- P. minutum N.Carter(A)
- P. nemamethecum R. N. Pienaar & M. Birkhead, 1994(A,N,W,μ)
- P. neolepis (M. Yoshida, M.-H. Noel, T. Nakayama, T. Naganuma & I. Inouye) Edvardsen, Eikrem & Probert, 2011(A,N,W)
- P. neustophilum (R. E. Norris) Edvardsen, Eikrem & Probert, 2011(A,W)
- P. palpebrale (S. Seoane, Eikrem, Edvardsen & Pienaar) Edvardsen, Eikrem & Probert, 2011(A,N,W)
- P. parvum N. Carter, 1937(A,N,W,μ)

- P. parvum f. parvum(μ) bzw. P. aff. parvum(N)
- P. parvum f. patelliferum (J. C. Green, D. J. Hibberd & R. N. Pienaar) A.Larsen, 1999(A,N,W,μ) veraltet Prymnesium patelliferum J. C. Green, D. J. Hibberd & R. N. Pienaar(A,W)

- P. pienaarii (Gayral & Fresnel) Edvardsen, Eikrem & Probert, 2011(A,N)
- P. pigrum (Geitler) Edvardsen, Eikrem & Probert, 2011(A,N,W)
- P. polylepis (Manton & Parke) Edvardsen, Eikrem & Probert, 2011(A,N)

- P. aff. polylepis(N)
- P. cf. polylepis(N)

- P. saltans Massart(A,W), 1920 - Typus
- P. simplex (Gayral & Fresnel) Edvardsen, Eikrem & Probert, 2011(A,N,W)
- P. zebrinum C.Billard, 1983(A,N,W)
- „P. inornamentum“ (D. E. Wujek & W. E. Gardiner) K.H.Nicholls (Vorschlag, unsicher)(A)
- „P. wyomingi“ R. Aguiar & P. Kugrens (Vorschlag, unsicher)(A)
- „P. radiatum“ Sym, Pienaar, Edvardsen & Egge, 2011 (Vorschlag, unbestätigt)(A,W)
- Kandidatenspezies nach NCBI[12]

(A): AlgaeBase
(N): NCBI, National Center for Biotechnology Information, USA
(W): WoRMS, World Register of Marine Species
(µ): Nordic Microalgae (SMHI)